# Ofensiva de Latakia de 2016
La ofensiva militar de Latakia del 2016, nombre clave la Batalla de Yarmouk, se refiere a una Operación militar lanzada en el del norte de la Gobernación de Latakia, Siria, a finales de junio de 2016. El objetivo de la ofensiva es a recapturar el territorio perdido durante a manos de Ejército Árabe Sirio a principios del año.

## La ofensiva

### Captura Rebelde de Kinsabba
Entre 27 y 30 junio, el Jabhat Fateh al-Sham, liderando al Ejército de la Conquista apoyados por miembros del Ejército Libre Sirio, lanzó la ofensiva en las Montañas Turcomanas y Jabal al-Akrad capturando varios pueblos antes de que se retiraran bajo ataques aéreos rusos. 33 se rebeldes y 15 soldados fallecieron durante los combates. Aun así, un segundo asalto rebelde un día después logró la captura de Kinsabba así como una docena de aldeas y colinas cercanas. Kinsabba. En respuesta, la Fuerza Aérea de Rusia dirigió más de 100 ataques aéreos sobre Kinsabba y muchas otras villas de las cercanías.
El 2 de julio, los rebeldes capturaron la cima de la montaña Jabal Qalat en las montañas turcomanas. El día siguiente, los rebeldes capturaron la localidad significado estratégico de Saraf y sus colinas circundantes, Al día siguiente, él se rebela capturado el pueblo estratégicamente , antes de que el pueblo se recapturedo por los soldados del Ejército Árabe Sirio respaldados por las milicas progubernamentales Fuerza de Defensa Nacional y del Partido Social Nacionalista Sirio, más tarde en la noche.
El 4 de julio, refuerzos de la Guardia Republicana llegaron en Salma para una ofensiva lanzada por el Régimen de la Familia Ásad. Para el 5 de julio, el Ejército Árabe Sirio había rodeado Kinsabba en dos lados y se preparó para lanzar su ofensiva para retomar la ciudad. El Ejército, así como la Guardia Republicana ya habían comenzado su bombardeo de la artillería del sitio. Mientras tanto, se informó que el Ejército de la Conquista había enviado refuerzos al campo sur de Alepo en lugar de Kinsabba. Fuertes enfrentamientos continuaron alrededor de las montañas Turcomanas y el pueblo de Bashura, con los rebeldes islamistas atacando las posiciones del Ejército Árabe Sirio en medio de bombardeos aéreos y de artillería.
El 5 de julio, el teniente general Ali Abdullah Ayub inspeccionó personalmente las tropas en el norte de Latakia que estaban preparando la ofensiva gubernamental esperada. A media noche, fuertes enfrentamientos entre las fuerzas gubernamentales y combatientes islamistas tuvieron lugar alrededor de la montaña de Turkmenistán, mientras que los aviones bombardearon el pueblo de Kabani.   El 6 de julio, según los informes, las unidades gubernamentales repelieron otro ataque del Jabhat Fateh al-Sham en sus posiciones. Por otra parte, el regimiento 144.º del Ejército Árabe Sirio, que es "experto en la guerra de guerrillas", según Farsnews, se desplegó en el norte de Latakia.

### Primer contraataque del Ejército
El 8 de julio, el gobierno lanzó su contraofensiva, con unidades de los infantes de marina sirios, Halcones del Desierto y las fuerzas especiales irrumpieron en dos lugares al sur de Kinsabba, una colina y un pueblo cercano (Shillif). Las tropas de la Dictadura de Bashar al-Ásad lograron recapturar ambos sitios. Durante los combates, la Legión del Sham sufrió muchas bajas, entre ellos las muerte de un comandante local.
 Dos días más tarde, las fuerzas gubernamentales lanzaron un nuevo asalto hacia Kinsabba, atacando con dirección a las colinas y sus alrededores y capturaron varias posiciones.   Sin embargo, al final del día, los rebeldes recuperaron las posiciones que habían perdido.
En la noche de 13 al 14 julio, El Frente Al-Nusra y el Partido Islámico de Turkestán lanzaron un ataque sorpresa en el área de Kabbani, capturando los Cerros Zuwayqat y los pueblos ubicados al sur de la localidad. En respuesta, la Fuerza Aérea de Rusia intensificado sus ataques contra los rebeldes que avanzan, mientras que las fuerzas del gobierno se reagruparon para lanzar un contraataque.
 El 16 de julio, las fuerzas gubernamentales habían vuelto a tomar Qalat Tubal, al sur de Kinsabba,  y posteriormente en el día llevó de vuelta Kinsabba sí. En general, la operación para volver a tomar Kinsabba duró 12 horas. Posteriormente, todo de los pueblos circundantes y los cerros eran también recaptured por el Ejército, y logró volver a tomar la ciudad.Posteriormente, un nuevo ataque del ejército se puso en marcha con la lucha contra continuando hasta 18 de julio.  Una vez más tomó control de la ciudad y sus cerros circundantes y pueblos.
El 19 de julio, un segundo contraataque rebelde se puso en marcha cuando un combatiente suicida del Frente al-Nusra se dirigido a posiciones del ejército en Qal'at Shalaf, obligando a las fuerzas del gobierno de retirarse de Kinsabba. Los rebeldes  una vez más, avanzaron hacia la ciudad. Posteriormente, los rebeldes  recapturan  Kinsabba, marcando la cuarta vez que la ciudad cambió manos sobre las 72 horas anteriores. Mientras tanto, como la lucha continua en Kinsabba, el Ejército capturó a varios otros pueblos de la zona.
El 20 de julio, el Frente Al Nusra, respaldado por el Partido Islámico de Turkistán, y Ahrar al-Sham, capturó el pueblo de Shalaf, y forzando a las fuerzas pro Bashar al-Ásad a retroceder a todas las posiciones en las montamas Jabal al-Akrad que recapturaron.

### Interludio
El 28 de julio, el Ejército de la Conquista lanzó una nueva ofensiva en Latakia, dirigido a la captura de las Montañas Zuwayqat. Su primer ataque fue repelido por las fuerzas del gobierno, pero en el transcurso de un segundo asalto más tarde ese día, los rebeldes tomaron las montañas Zuwayqat. combatientes pro-gubernamentales se vieron obligados a retroceder hacia el sur para evitar ser invadido, reagrupando para un contraataque más tarde ese día, que revirtieron todas las ganancias terrioriales rebeldes.

### Segundo Contraataque del Ejército
Al día siguiente, el gobierno lanzó una nueva ofensiva dirigida a recuperar Kinsabba. En un primer asalto, los infantes de marina de Siria, Desert Hawks y unidades de la Fuerza de Defensa Nacional (Siria) recapturadon pueblo Shalaf, mientras que otras unidades del gobierno atacaron pueblo Kabana. A pesar de los nuevos avances de las fuerzas de la Dictadura de Familia Ásad, el Ejército de la Conquista comenzó a moverse posteriormente a cientos de combatientes de Latakia a Alepo, donde iban a contrarrestar otra ofensiva del gobierno. Según los informes, la redistribución se debilitó el frente rebelde en Latakia significativamente.
El 30 de julio, fuerza progubernamentales fueron directamentes atacada en Kinsabba desde Shalaf, resultando en duros enfrentamientos. aunque el asalto no produjo ninguna ganancia a las fuerzas del régimen  de Bashar al-Ásad la ofensiva rebelde se detuvo.

### Tercer Contraataque del Ejército
El 4 de agosto, las fuerzas pro-gubernamentales lanzaron un nuevo ataque para recuperar el territorio perdido, centrándose en las colinas Toubal y Shelf cercano a Kinsabba.